# Свекловичное
Свекловичное (до 1948 года Порлампи, фин. Porlampi) — посёлок в Советском городском поселении Выборгского района Ленинградской области.

## Название
По постановлению общего собрания рабочих и служащих подсобного хозяйства совхоза № 15 зимой 1948 года деревне Порлампи было присвоено наименование Свекловичное.
Переименование было закреплено указом Президиума ВС РСФСР от 13 января 1949 года.

## История

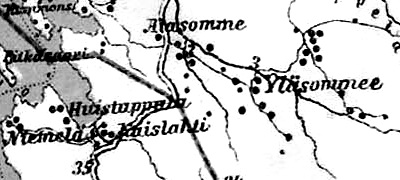
Земли деревни Порлампи на финской карте 1923 года

До 1939 года деревня Порлампи входила в состав Выборгского сельского округа Выборгской губернии Финляндской республики.
С 1 января 1940 года по 31 октября 1944 года — в составе Карело-Финской ССР.
С 1 июля 1941 года по 31 мая 1944 года — финская оккупация.
С 1 ноября 1944 года — в составе Аласомского сельсовета Выборгского района Ленинградской области.
С 1 октября 1948 года — в составе Матросовского сельсовета.
С 1 января 1949 года деревня Порлампи учитывается административными данными как деревня Свекловичное.
С 1 июня 1954 года — в составе Соколинского сельсовета.
В 1961 году население деревни Свекловичное составляло 199 человек.
Согласно данным 1966, 1973 и 1990 годов посёлок Свекловичное находился в составе Соколинского сельсовета.
В 1997 году в посёлке Свекловичное Соколинской волости проживали 26 человек, в 2002 году — 40 человек (русские — 92 %).
В 2007 году в посёлке Свекловичное Советского ГП проживали 20 человек, в 2010 году — 56 человек.

## География
Посёлок расположен в западной части района на автодороге 41К-409 (подъезд к пос. Свекловичное).
Расстояние до административного центра поселения — 12 км. 
Расстояние до ближайшей железнодорожной платформы Соколинское — 9 км. 
К востоку от посёлка протекает река Матросовка.

## Демография
| 2007 | 2010 | 2017 | 2021 |
| ---- | ---- | ---- | ---- |
| 20   | ↗56  | ↘25  | ↗42  |

## Улицы
Зелёная, Клубная.